# Henrik II av Holstein
Greve Henrik II "den järnhårde" eller Järn-Henrik (tyska Heinrich "der Eiserne"), född omkring 1317, död tidigast 1381 (1382??), begravd i Itzehoe, greve av Holstein-Rendsburg 1340–1381/1389. Äldste son till Gerhard III av Holstein (mördad 1340) och Sofia av Mecklenburg-Werle (död 1339).
"Järn-Henrik" övertog jämte sin bror Nikolaus (Klaus) regeringen vid faderns död 1340. Brödernas endräkt kom att vara livet ut. Tillsammans tog de omedelbart upp förföljandet av sin fars mördare. Henrik föll in i Själland, men den 21 maj 1340 försonade de sig i Lübeck med danske kung Valdemar Atterdag.
Den 23 juni 1340 avträdde bröderna Nordjylland till hertig Valdemar Eriksson av Schleswig för 42 000 Mark, samtidigt som de pantade största delen av hertigdömet Schleswig (Sønderjylland) för 32 000 Mark. En påföljande fejd med Lübeck och Hamburg, vilka funnit en bundsförvant i Johan III av Holstein, ändade i en förlikning 1343. Strider förekom även med Dithmarschen.
1345 åtföljde Henrik kung Johan av Böhmen och Ludvig I av Ungern på korståg till Litauen, och 1346 deltog han i slaget vid Crécy på engelske kung Edvard III:s sida mot Frankrike. Möjligen var Henrik även med vid erövringen av Calais 1347. Han återvände till Holstein sistnämnda år och deltog 1348 i svenske kung Magnus Erikssons ryska fälttåg.
Bröderna slöt 1349 en treårig landsfred med Lübeck, och den 12 november 1355 undertecknade Henrik i Calais ett fördrag med kung Edvard III av England i vilket han förband sig – mot en årlig summa pengar – att på livstid bistå kungen vid behov. Greve Henrik tillbringade därför mycket tid i England.
Henrik låg ofta i strid med danske kung Valdemar Atterdag, vilken 1358 vann bland annat Langeland. 1360 erhöll bröderna Kalmar av svenske kung Magnus Eriksson och dennes son Håkan Magnusson, emedan Håkan ämnades bli bortgift med deras syster Elisabet av Holstein. 1362 anslöt sig Henrik till de hanseatiska stridskrafterna vilka ämnade hämnas ett överfall av Valdemar Atterdag, men denna kamp blev utan framgång. När så kung Håkan Magnusson 1363 bröt förlovningen med Elisabet och istället äktade Valdemar Atterdags dotter Margareta slöt sig Henrik till hertig Albrekt av Mecklenburg. Henrik bidrog väsentligt till hertigens uppstigande på den svenska kungatronen och erhöll därför Gotland i pant 1364, därtill en ränteandel från den svenska gruvbrytningen.
Bröderna försonades med Valdemar Atterdag 1365. Men i januari 1368 slöt de ett förbund med kung Albrekt och dennes bröder Henrik "Bödeln" och Magnus. Städerna inträdde i förbundet följande månad, och medan de sistnämndas stridskrafter härjade i Själland och Skåne trängde holsteinarna in i Jylland. Kung Valdemar nödgades fly sitt rike, och det danska riksrådet undertecknade ett fredsavtal i Stralsund 1370. De hårda villkoren i detta avtal blev Valdemar tvungen att acceptera om han ville behålla kungakronan. Han försonades med grevarna 1373, vilka då uppgav Jylland.
Valdemar Atterdag dog 1375, och strax innan samma år hade även Henrik Valdemarsson, den siste hertigen av Schleswig (Sønderjylland), avlidit. Därmed dog det danska kungahuset ut på svärdssidan. Järn-Henrik och brodern Klaus övertog enligt ett avtal 21 januari 1376 förvaltandet av hela hertigdömet Schleswig. 1386 överlät drottning Margareta hertigdömet som ärftligt län till Henriks son Gerhard.
Det är ovisst exakt när Järn-Henrik avled. Chronicon Holtzatiæ nämner Ferreus Henricus comes död 1381 och hans begravning i Itzehoe. Dansk Biografisk Lexikon uppger 1385 som dödsår. Sant är att Henrik omnämns i två urkunder från 1384, men det framgår inte huruvida han då ännu var i livet eller ej. Enligt Presbyter Bremensis (se Allgemeine Deutsche Biographie) skall Henrik ha levt ännu en tid efter sonen Gerhards förläning 1386 och då stått i påvlig tjänst.

## Äktenskap och barn
Henrik gifte sig första gången med Mechthild till Lippe (död 1362/1365).
Henrik gifte sig andra gången 1366/1374 med Ingeborg av Mecklenburg (omkring 1340-1395). Paret fick följande barn:
1. Gerhard VI av Holstein (stupad 1404), greve av Holstein och hertig av Schleswig
2. Sofia av Holstein (omkring 1375-efter 1451), gift med hertig Bogislav VIII av Pommern (död 1418)
3. Albrekt II av Holstein (död 1403), greve av Holstein
4. Henrik III av Holstein (död 1421), greve av Holstein och utvald biskop av Osnabrück